# Entflechtung (Unternehmen)
Unter Entflechtung (englisch unbundling) wird im Allgemeinen die Herstellung oder Stärkung der Unabhängigkeit zwischen verschiedenen Geschäftsfeldern eines Unternehmens oder Unternehmensverbundes aufgrund entsprechender gesetzlicher und/oder regulierungsbehördlicher Vorgaben verstanden, insbesondere solcher des (allgemeinen oder sektorspezifischen) Wettbewerbs- oder Kartellrechts.
Dabei bezieht sich der Begriff des „Geschäftsfeldes“ auf die Tätigkeit des betreffenden Unternehmens oder Unternehmensverbundes auf einem bestimmten Markt.
Speziell im Recht der sogenannten leitungsgebundenen Netzwirtschaften (Energie, Eisenbahn, Telekommunikation) beziehen sich die Vorgaben zur Entflechtung schwerpunktmäßig auf die Trennung des Netzinfrastrukturbetriebes von den vor- und nachgelagerten Wertschöpfungsstufen der jeweiligen Netzwirtschaft.
Adressaten von Entflechtungsregelungen sind vor allem vertikal integrierte Unternehmen mit einer marktbeherrschenden Stellung. Im Recht der leitungsgebundenen Netzwirtschaften trifft das primär auf die privatisierten ehemaligen Staatsmonopolbetriebe zu, die sowohl als Netzbetreiber und -eigentümer wie auch auf vor- oder nachgelagerten Marktebenen tätig sind (z. B. Deutsche Bahn, Deutsche Telekom).

## Zweck
Zweck der Entflechtungsvorschriften ist allgemein die Vermeidung von Diskriminierungen, Quersubventionierungen und anderen Wettbewerbsverzerrungen. Insbesondere in den liberalisierten Netzwirtschaften ist die Entflechtung eine wichtige Voraussetzung für die Ermittlung angemessener Entgelte, die ein vertikal integriertes Unternehmen von seinen Konkurrenten für den Zugang zur Netzinfrastruktur verlangen kann, sowie für das Aufspüren versteckter Diskriminierungen zu Lasten der (potenziellen) Wettbewerber (Zugangspetenten). Entflechtungsvorgaben stellen somit ein Regulierungsinstrument dar, das die Regelungen zur Zugangs- und Entgeltregulierung unterstützt und ergänzt.

## Formen
Generell werden zwei Formen der Entflechtung unterschieden, die organisatorische Trennung von Geschäftseinheiten (engl. legal unbundling) und die weitergreifende eigentümerrechtliche Trennung (engl. ownership unbundling).

### Legal unbundling/ Entflechtung
Beim legal unbundling werden einzelne Geschäftsbereiche getrennt, sodass Informationen anderen Prozessen folgen müssen, Geschäftseinheiten voneinander getrennt arbeiten müssen (chinese walls) oder/und die Buchhaltung getrennt erfolgen muss. Im Konkreten sind folgende Formen möglich:
- rechtliche Entflechtung
- organisatorische Entflechtung
- informationelle Entflechtung
- gesellschaftsrechtliche Entflechtung

### Ownership unbundling/ Zerschlagung
Beim ownership unbundling (eigentumsrechtliche Entflechtung) werden die gesamten Eigentümerstrukturen aufgetrennt. So ist es dann z. B. einem Unternehmen nicht mehr gestattet, ein gewisses Geschäft, was der Wertschöpfungskette meist vor- oder nachgelagert ist, gleichzeitig mit dem Kerngeschäft am Markt anzubieten. Im Gegensatz zur gesellschaftsrechtlichen Trennung ist es dem Unternehmen hier nicht gestattet, das Geschäft über rechtlich selbstständige Tochtergesellschaften fortzuführen.
Vorgaben zur eigentumsrechtlichen Entflechtung (Zerschlagung) gibt es bislang aufgrund verfassungs- und insbesondere grundrechtlicher Bedenken weder im Recht der EU noch im deutschen Recht. Art. 14 GG, der eine Enteignung nur unter strengen Voraussetzungen zum Wohle der Allgemeinheit zulässt, könnte einer Zerschlagung vertikal integrierter Netzwirtschaftsunternehmen entgegenstehen.

## Deutsches Recht
Die bestehenden deutschen Regelungen zur Entflechtung in den leitungsgebundenen Netzwirtschaften beruhen im Wesentlichen auf entsprechenden europarechtlichen Vorgaben.
Im Energiesektor enthält das Energiewirtschaftsgesetz (EnWG) Regelungen zur buchhalterischen, informationellen, organisatorischen und gesellschaftsrechtlichen Entflechtung. Im Eisenbahnsektor stellt das Allgemeine Eisenbahngesetz (AEG) Vorgaben zur buchhalterischen, organisatorischen und gesellschaftsrechtlichen Entflechtung auf. Im Telekommunikationssektor finden sich im Telekommunikationsgesetz (Deutschland) (TKG) nur Regelungen zur buchhalterischen Entflechtung.
Das deutsche Kartellrecht bietet dagegen keine Möglichkeit zur Entflechtung etwa marktbeherrschender Unternehmen. Vielmehr beschränkt es sich ausdrücklich darauf, solche Unternehmen der Missbrauchskontrolle des § 19 Abs. 3 Satz 1 GWB zu unterstellen.

## Praxisbeispiele

### Deutschland

#### Energie
Vor allem im Energierecht wird eine eigentumsrechtliche Ausgliederung des Netzbetriebs z. T. als verfassungsrechtlich problematisch angesehen. So wird diskutiert, ob der darin liegende Eingriff in das Grundrecht aus Art. 14 Abs. 1 GG gerechtfertigt werden kann. Außerdem muss eine Enteignung, die aufgrund des Art. 14 Abs. 3 GG erfolgt, vom Staat angemessen entschädigt werden. In der Regel wird der volle Marktwert der entzogenen Eigentumsposition als angemessen anzusehen sein. Die Entschädigungszahlungen an die Stromkonzerne, die der Staat bei einer Enteignung der Netze tragen müsste, wären daher enorm.
Eine zusätzliche Dimension erhielte diese Problematik, wenn eine eigentumsrechtliche Entflechtung der Stromkonzerne auf europäischer Ebene verbindlich vorgegeben würde, wie es gegenwärtig diskutiert wird. Grundsätzlich haben Rechtsakte der Europäischen Gemeinschaft Vorrang vor nationalem Recht, einschließlich nationalen Verfassungsrechts und damit auch der Grundrechte. Geht man jedoch von einem Eingriff in den Kernbereich des Art. 14 Abs. 1 GG aus, stellt sich die Frage, ob diese Vorrangregel aus verfassungsrechtlicher Sicht durchbrochen werden müsste. Diese Möglichkeit hat das Bundesverfassungsgericht in seiner „Maastricht“-Entscheidung (BVerfGE 89, 155) angedeutet.
Hinzu kommt, dass die Eigentumsfreiheit auch im Europarecht als Grundrecht anerkannt ist, nämlich in Art. 17 Abs. 1 der Grundrechtecharta, der Art. 14 GG nachgebildet ist. Da der Europäische Gerichtshof (EuGH) zunehmend dazu übergeht, die Grundrechtecharta bei der Konkretisierung des EG-rechtlichen Grundrechtsbestandes heranzuziehen, ist nicht auszuschließen, dass der EuGH eine Zerschlagung der Stromkonzerne an Art. 17 Abs. 1 der Charta messen würde. Zu beantworten wäre dann ggf. auch die Frage, wen eine etwaige Entschädigungspflicht trifft: die Europäische Gemeinschaft (nach Art. 17 Abs. 1 S. 2 der Charta) oder die ausführenden Mitgliedstaaten (im Falle Deutschlands nach Art. 14 Abs. 3 GG)?
Für eine eigentumsrechtliche Heraustrennung der Energienetze spricht, dass die gegenwärtig geltenden, weniger eingriffsintensiven Entflechtungsvorgaben nur in unzureichendem Maße zur Entwicklung eines funktionsfähigen Wettbewerbs geführt haben. Zudem kommt der Sozialpflichtigkeit des Eigentums (Art. 14 Abs. 2 GG) im Hinblick auf die staatliche Gewährleistungsverantwortung für eine flächendeckende, sichere und für die Verbraucher erschwingliche Energieversorgung ein erhöhtes Gewicht im Rahmen der verfassungsrechtlichen Abwägung zu. Wegen dieser Sozialpflichtigkeit müssen die vertikal integrierten Netzbetreiber u. U. stärkere Eingriffe in ihr Eigentum hinnehmen als ein Eigentümer eines „normalen“ Privatgrundstücks.

#### Eisenbahn
Im Eisenbahnrecht besteht die dargestellte verfassungsrechtliche Problematik dagegen – zumindest in Deutschland – nicht, da die Deutsche Bahn AG zu 100 % im Eigentum des Bundes steht, der kein Grundrechtsträger ist und sich deshalb ohne grundrechtliche Bindungen „selbst enteignen“ kann.
Hier resultieren rechtliche Probleme vielmehr daraus, dass eine eigentumsrechtliche Aufspaltung zwischen dem Infrastruktur- und dem Verkehrsbereich der Deutschen Bahn – soweit gegenwärtig erkennbar – nur in unzureichendem Maße verwirklicht werden soll. Das Schienennetz soll im Eigentum des Bundes bleiben, seine Bewirtschaftung aber der dann materiell privatisierten Deutschen Bahn übertragen werden. Nach Ansicht der Monopolkommission ist dieses Modell wettbewerbspolitischen und beihilfenrechtlichen Bedenken ausgesetzt. Die Monopolkommission spricht sich dafür aus, eine neutrale Infrastrukturgesellschaft mit der Verwaltung des beim Bund verbleibenden Netzes sowie der Trassenvergabe zu beauftragen und die Transportgesellschaften des DB-Konzerns vollständig zu privatisieren.

#### Telekommunikation
Im Telekommunikationssektor wird eine eigentumsrechtliche Entflechtung der ehemaligen staatlichen Monopolgesellschaften bislang nicht (zumindest nicht ernsthaft) diskutiert. Dies dürfte maßgeblich daran liegen, dass die Regulierung des Netzzugangs der Mitbewerber in diesem Sektor stärker ausgestaltet und der Dienstewettbewerb weiter entwickelt ist als in den anderen beiden genannten Netzwirtschaften. Zudem sind die technischen und wirtschaftlichen Hürden für den Aufbau alternativer Netzstrukturen im Telekommunikationssektor geringer als in den Bereichen Eisenbahn und Energie. Für eine eigentumsrechtliche Abtrennung der Netzinfrastrukturen der Deutsche Telekom AG wird daher gegenwärtig kein dringendes Bedürfnis gesehen.

### Österreich

#### Eisenbahn
Mit der Gründung der ÖBB Infrastruktur AG als Teilunternehmen der ÖBB-Holding AG wurde in Österreich ein Schritt zur Entflechtung des Betriebs des Eisenbahn-Schienennetzes und des Bahnbetriebes getan. Gemeinsam mit der Liberalisierung des Bahnsektors wurde es dadurch auch für private Unternehmer möglich, Eisenbahn-Transportdienstleistungen anzubieten. So wird beispielsweise die Personenverkehrsstrecke Wien-Salzburg von der ÖBB Personenverkehrs AG  und der WESTbahn Management GmbH befahren.